# Lee Shaffer
Lee Philip Shaffer II (Chicago, 23 febbraio 1939) è un ex cestista statunitense, professionista nella NBA.

## Carriera

### College
Ala di 6'7" (201 cm) nato a Chicago, Shaffer giocò da protagonista presso l'Università del North Carolina, dove è stato nominato ACC Basketball Player of the Year nel 1960.

### NBA

#### Syracuse Nationals (Philadelphia 76ers) 1961-1964
Shaffer fu la scelta numero 5 dei Syracuse Nationals nel Draft NBA del 1960. Fu selezionato dopo i due Hall of Famer Oscar Robertson (scelto alla 1) e Jerry West (scelto alla 2) e prima di altri due futuri Hall of Famer Lenny Wilkens (scelto alla 6) e Satch Sanders (scelto alla 8).
Ha giocato tre stagioni (1961-1964) nella National Basketball Association come membro dei Philadelphia 76ers. Selezionato come All-Star NBA nel 1963, Shaffer ha tenuto una media di carriera di 16,8 punti a partita e 6,3 rimbalzi a partita.

## Palmarès

### Individuale

#### NCAA
- All-American Third Team - NABC (1959)
- Second-team All-ACC (1959)
- Consensus second-team All-American (1960)
- ACC Player of the Year (1960)
- First-team All-ACC (1960)

#### All-Star Game
- Partecipazioni all'All-Star Game: 1

1963